# Bryophytina
Bryophytina, poddivizija mahovnjača. Sastoji se od tri razreda među kojima su i prave mahovine (Bryopsida).
Posljednja otkrivena vrsta je patagonijski fosil smješten u vlastiti rod. Otkrivena je i opisana 2019. godine
- classis: Bryopsida McClatchie
- classis: Polytrichopsida Doweld
- genus: Heinrichsiella Bippus, Savoretti, Escapa, García Massini & Guido

## Vanjske poveznice
- Classification of extant moss genera